# Nowhere Man
Nowhere Man (Lennon/McCartney) är en låt av The Beatles från 1965.

## Låten och inspelningen
Denna musikaliskt halvt om halvt gladlynta låt spelades in 21–22 oktober 1965. Texten är emellertid Lennons dystra självporträtt under en period då han kände sig socialt isolerad, där äktenskapet gick på tomgång och han sjönk allt djupare ned i drogmissbruk. Låten kom med på LP:n Rubber Soul, som utgavs i England den 3 december 1965 medan den i USA blev en singel (tillsammans med "What Goes On") som utgavs den 21 februari 1966. Den användes senare också i filmen Yellow Submarine. 
Sången har en för Lennon typiskt fallande melodi.